# Форсайт (округ, Північна Кароліна)
Шаблон:StateAbbr_ 36°08′ пн. ш. 80°16′ зх. д. / 36.13° пн. ш. 80.26° зх. д.
Округ  Форсайт (англ. Forsyth County) — округ (графство) у штаті  Північна Кароліна, США. Ідентифікатор округу 37067.

## Історія
Округ утворений 1849 року.

## Демографія
За даними перепису 
2000 року 
загальне населення округу становило 306067 осіб, зокрема міського населення було 278184, а сільського — 27883.
Серед мешканців округу чоловіків було 146217, а жінок — 159850. В окрузі було 123851 домогосподарство, 81693 родин, які мешкали в 133093 будинках.
Середній розмір родини становив 2,94.
Віковий розподіл населення поданий у таблиці:
| Стать    | До 15 років | 15-21 | 22-29 | 30-39 | 40-49 | 50-65 | 65-85 | Понад 85 |
| -------- | ----------- | ----- | ----- | ----- | ----- | ----- | ----- | -------- |
| Чоловіки | 31762       | 14144 | 17040 | 23647 | 22278 | 22427 | 13865 | 1054     |
| Жінки    | 30208       | 14310 | 17537 | 24667 | 24597 | 24901 | 20147 | 3483     |

## Суміжні округи
- Стокс — північ
- Рокінґгем — північний схід
- Ґілфорд — схід
- Девідсон — південь
- Деві — південний захід
- Ядкін — захід
- Саррі — північний захід

## Виноски
1. ↑  U.S. Decennial Census. United States Census Bureau. Архів оригіналу за 26 квітня 2015. Процитовано 14 січня 2015.
2. ↑  Historical Census Browser. University of Virginia Library. Архів оригіналу за 11 серпня 2012. Процитовано 14 січня 2015.
3. ↑  Forstall, Richard L., ред. (27 березня 1995). Population of Counties by Decennial Census: 1900 to 1990. United States Census Bureau. Архів оригіналу за 3 березня 2015. Процитовано 14 січня 2015.
4. ↑  Census 2000 PHC-T-4. Ranking Tables for Counties: 1990 and 2000 (PDF). United States Census Bureau. 2 квітня 2001. Архів оригіналу (PDF) за 18 грудня 2014. Процитовано 14 січня 2015.
5. ↑  State & County QuickFacts. United States Census Bureau. Архів оригіналу за 6 червня 2011. Процитовано 19 жовтня 2013. [Архівовано 2011-06-06 у Wayback Machine.](англ.) Наведено за англійською вікіпедією.
6. ↑  American FactFinder. Бюро перепису населення США. Архів оригіналу за 26 лютого 2012. Процитовано 31 січня 2008. [Архівовано 2008-05-21 у Wayback Machine.]

| США | Це незавершена стаття з географії США. Ви можете допомогти проєкту, виправивши або дописавши її. |